# Avatar, The Last Airbender: The Rise of Kyoshi
Avatar, The Last Airbender: The Rise of Kyoshi (literalmente en español: El ascenso de Kyoshi), también aludida únicamente como The Rise of Kyoshi, es la primera novela de fantasía estadounidense de la saga de Crónicas del Avatar perteneciente a la literatura juvenil publicada el 16 de julio de 2019 por Amulet Books de la editorial Abrams. Está basada en el personaje ficticio de Kyoshi de Michael Dante DiMartino y Bryan Konietzko. Es la primera de dos novelas sobre el personaje coescrita por los autores estadounidenses F. C. Yee y Michael Dante DiMartino. Tras su publicación, el libro se convirtió en un superventas según la lista de The New York Times.
Está ambientada en el mismo mundo ficticio de la serie animada de televisión Avatar: la leyenda de Aang, y tiene lugar 412 años antes de los eventos de la misma. Se narra la historia de origen de Kyoshi, el Avatar del Reino Tierra considerada una leyenda en el universo ficticio de la serie.
La segunda parte titulada The Shadow of Kyoshi, fue publicada el 21 de julio de 2020.

## Argumento
Después de largos años de búsquedas infructuosas en el Reino Tierra, luego de la muerte prematura del Avatar Kuruk; Jianzhu y Kelsang, amigos entrañables de este, creen finalmente haber hallado a la nueva encarnación del Avatar en un niño huérfano llamado Yun que encuentran en Makapu, un talentoso maestro tierra que estafaba a las personas en el Pai Sho, un tradicional juego de mesa; aunque sin recurrir a las pruebas de identificar al Avatar a través de uno de los métodos infalibles de las cuatro naciones. 
Aquel entonces, Kyoshi también era una huérfana de 7 años, que había sido abandonada por sus padres daofei (criminales) en el pueblo de Yokoya, lo que causó que guardara cierto rencor hacia sus progenitores y que se sentiera una niña desdichada. El único recuerdo que tenía de ellos era un baúl que con pesar siempre llevaba consigo. Creció desvalida hasta que es acogida y criada por Kelsang, un nómada aire, luego de conocerlo durante una de las búsquedas de este y el maestro tierra Jianzhu para identificar al nuevo Avatar.
Después de 9 años, Kyoshi comienza a trabajar como la sirvienta del Avatar Yun en la mansión de Jianzhu donde este es educado y entrenado por la maestra fuego Hei-Ran. Kyoshi y sus amigos Yun y Rangi eran los más jóvenes en la mansión. Más tarde, la identidad de Yun como el Avatar es puesta en duda después de que Kyoshi mostrara un gran poder con la tierra control. Luego de un cruel truco que le juega el destino, Kyoshi descubre el lado más oscuro del sabio Jianzhu después de que el espíritu de la cueva revelara ante ellos que Kyoshi es en realidad el Avatar. El sabio del Reino Tierra estaba obsesionado con ser el mentor de la sucesora de Kuruk por los problemas que  las malas descisiones de su amigo provocaron en el mundo en el ciclo anterior y se creía el único capaz de hacerlo, pero Kyoshi no confía en sus métodos. Luego de una serie de acontecimientos trágicos, la adolescente y todavía inexperta maestra tierra huye de la mansión en compañía de Rangi, después de casi asesinar a Jianzhu en estado Avatar, con fuertes deseos de conseguir justicia por todo su sufrimiento.
Durante su viaje, busca entrenarse en la tierra control y dominar los tres elementos restantes con la ayuda de una banda de daofei que se hacen llamar la Compañía de Ópera Voladora, con el objetivo de vengarse de Jianzhu, surgiendo así nuevos conflictos y peligros en su búsqueda personal de venganza.

## Personajes

### Principales
- Kyoshi:

Es la protagonista de 7 años de edad al principio y 16 años en el resto de la historia. Fue abandonada por sus padres cuando era niña, hija de Hark y Jesa, un maestro tierra y una nómada aire, respectivamente. Por influencia del maestro Kelsang, el hombre que la adopta, es contratada para ser la sirvienta del joven Avatar Yun, en la mansión del maestro Jianzhu en Yokoya. Es descrita como una muchacha muy alta, atractiva y con pecas, de personalidad un tanto insegura al principio, indulgente pero determinante en momentos de adversidad y que no solía defenderse de quienes la maltrataban, lo que enojaba a su amiga Rangi. Su carácter va cambiando durante la historia a medida que vive experiencias trágicas.
Nació con la habilidad de controlar el elemento de la tierra. Aunque es una maestra de este elemento, no se dedica al entrenamiento del mismo hasta más tarde. Tenía cierta dificultad para controlar muy poca cantidad de tierra debido a su falta de delicadeza, por ello sin embargo se le hacía muy sencillo controlar mayores cantidades de tierra.
Usa como arma un par de abanicos dorados, que le proporcionan una mayor comodidad para controlar cantidad muy pequeña de tierra como una pequeña piedra; aunque puede hacer tierra control sin los abanicos, estos eventualmente forman parte de su atuendo así como también su distintivo maquillaje de daofei.
Como la nueva encarnación del Avatar, es la protectora de la paz y su deber es mantener el equilibrio en el mundo, y es la única persona que puede controlar los cuatro elementos: tierra, fuego, aire y agua, adicionalmente tiene el estado Avatar, habilidad descrita como una herramienta y un mecanismo de defensa que le permite recibir un incremento de poder masivo de la energía cósmica. Dicha capacidad también le otorga el acceso al conocimiento y a las técnicas de control sobre los elementos de sus vidas pasadas durante tal estado.
- Rangi:

Una joven y talentosa maestra fuego, amiga de Kyoshi y Yun, y guardaespaldas de élite del Avatar. Es oriunda de la Nación del Fuego y proviene de una familia noble. Fue entrenada en el fuego control en la Academia Real del Fuego. Acompañó a Kyoshi durante su viaje después de que esta huye de la mansión. Es descrita como una muchacha hermosa y esbelta, de ojos color bronce oscuro y cabello negro azabache, y propensa a irritarse prematuramente con quienes ama pero de muy buen corazón y leal con sus amigos.
- Yun:

Un joven huérfano y talentoso maestro tierra de Makapu, encontrado de niño por Jianzhu y Kelsang, quienes lo identifican erróneamente como el Avatar. Es atractivo y carismático, de ojos color verde y cabello castaño oscuro. Es el primer amor de Kyoshi.
- La Compañía de Ópera Voladora:

Son una banda de daofeis. Está compuesta por la maestra agua Kirima, los maestros tierra Wong y Lek, y el viejo Lao Ge. Son quienes dan el matiz de comicidad a la historia.
Lek es un huérfano de 14 años y es el criminal más joven del grupo; fue encontrado desmayado en las calles de Date Grove por Jesa y Hark cuando el niño intentaba ayudar a su «hermano» Chen a escapar de la «horca», sin éxito.
El grupo acompaña a Kyoshi y Rangi durante su viaje y se convierten en «hermanos» por juramento de la banda criminal.
- Jianzhu:

Un maestro tierra y el villano de la trama. Fue un entrañable amigo de Kuruk, quien fue la encarnación anterior del espíritu del Avatar. Es uno de los sabios del Reino Tierra y uno de los principales políticos del mundo. Mentor de Yun cuando creía que este era el Avatar.
En la cúspide de su poder, fue el gobernante de facto de la mayor parte del Reino Tierra, aunque su poder fue constantemente desafiado por sus rivales políticos.
Es descrito como un hombre carismático, inteligente, estricto y generalmente frívolo y sin remordimientos. En el pasado era apodado «El sepulturero».
- Kelsang:

Un nómada y maestro aire. Figura paterna de Kyoshi. Tiene una personalidad alegre y divertida, y es muy querido en la mansión especialmente por los jóvenes Kyoshi, Rangi y Yun; para la primera, Kelsang es una de las personas más importantes en su vida.
- Hei-Ran:

Una maestra fuego y la madre de Rangi, amiga entrañable de Kuruk, Jianzhu y Kelsang, y la encargada de entrenar a Yun en el fuego control al inicio de la historia. Tiene un pasado sombrío.

### Otros
Entre los personajes con participaciones secundarias relevantes se encuentran: Tagaka, una daofei y la reina pirata de la Quinta Nación y autodenominada Marquesa del Mar del Este; Xu Ping An, el líder de la banda criminal de los Cuellos amarillos; y Pengpeng, el bisonte volador hembra de Kelsang.
Entre los personajes menores se encuentran: Aoma, Suzu y Jae, quienes constantemente solían acosar y maltratar a Kyoshi; Mok y Wai, criminales de Autumn Bloom; el chambelán Hui de la familia Beifong del Reino Tierra; y el gobernador Te.

## Recepción crítica
La novela recibió reseñas generalmente positivas por parte de la crítica especializada.
Michael Berry de Common Sense Media dio a The Rise of Kyoshi 4 de 5 estrellas, puntuación casi perfecta.
Christian Holub de Entertainment Weekly la llamó una «revitalización sorprendente de la narración de Avatar», y observó que el uso de la prosa permitió una exploración más profunda de la construcción del mundo. El sitio web Kirkus Reviews elogió el uso de los «enredos políticos e identidades culturales complejas» por parte de Yee, pero observó que la familiaridad con el material fuente era necesaria para «disfrutarla plenamente».
Leticia Urieta de Tor escribió que el autor crea el «mundo de Kyoshi tan perfectamente que todas sus acciones y desarrollo tienen sentido», y añadió que la relación de Kyoshi con Rangi agrega un poco de «suavidad» a la historia y, que a diferencia de Aang con Katara, Kyoshi «en lugar de ver su amor por Rangi como una debilidad,  la ve como una aliada, como un familiar que la quiere lo suficiente como para protegerla».